# Aracati
Aracati – miasto w Brazylii, w stanie Ceará, nad Oceanem Atlantyckim. W 2009 liczyło 69 616 mieszkańców.